# Język nai-biaka
Język nai-biaka, także: nai, biaka – język papuaski z prowincji Sandaun w Papui-Nowej Gwinei. Według danych z 2010 r. posługuje się nim 750 osób.
Jego użytkownicy zamieszkują trzy wsie (Konabasi, Biaka, Amini). Odnotowano, że w Amini traci na znaczeniu. W użyciu jest także tok pisin.
Został zaliczony do niewielkiej rodziny języków kwomtari; uchodzi za bliżej powiązany z językiem kwomtari, przy czym spójność całej rodziny pozostaje niepewna. Same języki nai-biaka i kwomtari również są od siebie silnie odrębne.
Jest zapisywany alfabetem łacińskim.